# عمود صحفي

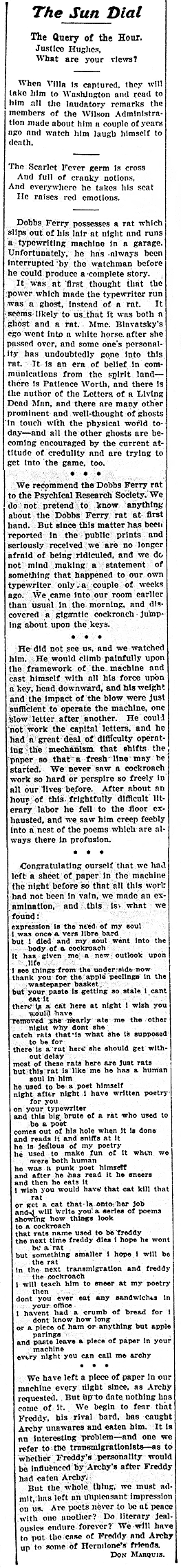

عمود صحفي، هو ساحة محددة لا تتجاوز عموداً ليعبر الصحفيون عن آراءهم ورؤيتهم حول قضايا مجتمعهم، ويتصف بالثبات من خلال العنوان والموقع في الصحيفة، وموعد النشر، كما انه يمثل فكرة أو رأي وخاطرة للكاتب وذلك حول واقعة أو ظاهرة اجتماعية أو سياسية أو ثقافية لشد القارئ بالصحيفة . و يعرف كاتبها باسم كاتب العمود.

## تعريف
يحتل العمود الصحفي مساحة كبيرة في الصحافة ومكانة مرموقة بين أنواع المقالات الصحفية وذلك لأنه يمتاز بالوصف الواقعي ويعتمد على مصادر الأنباء ويرجع إليها ويلتزم بالأسلوب الصحفي الاجتماعي البسيط ويعكس الرأي الشخصي الخاص بكاتب العمود الصحفي في الغالب مما يمنح الكاتب حرية أكثر ودون تبعات كبيرة للصحيفة جراء ما يطرحه في العمود الصحفي .
ويحرص العمود الصحفي على أن يكون مرآة صافية صقيلة للواقع القائم المعاش كي يرى القراء الواقع وأنفسهم في تلك المرآة فيحبون ما هو جميل ولا يحبون ما هو عكس ذلك.
ويدور العمود الصحفي حول الحياة الواقعية العامة للشعب، لذلك فانه يعزز الارتباط والعلاقة و التجاوب بين القراء من جهة والصحيفة و الكاتب من جهة أخرى، خاصة إذا استجاب الكاتب في العمود الصحفي للتبسيط بسبب تعدد أذواق قراء الصحف ومستوياتهم الاجتماعية والاقتصادية والثقافية، كما ويدور حول موضوعات جادة وأحيانا ًيتناول بعض الموضوعات الطريفة وإذا كان موضوع العمود الصحفي تخصصيا ًفيسمى ذلك العمود بالعمود المتخصص بينما إذا كان ثقافيا ً يطلق عليه اسم العمود الثقافي وهكذا .
ويلتزم العمود الصحفي بما يفرضه عامل السرعة حيث انه قصير ومختصر ومفيد و سهل الفهم للأكثرية ويعكس الهموم والاهتمامات و الإرهاصات والهواجس، حيث يعتقد بعض علماء الصحافة أن عامل السرعة هو الذي اجبر الصحف على التحول من المقال الافتتاحي الطويل إلى القصير ومن ثم ساعد على ولادة العمود الصحفي الذي يسمى أيضا ً بمقال العمود، بالإضافة إلى اختلاف وتنوع أساليب التحرير فيه وزيادة عدد قرائه مقارنة مع المقال الافتتاحي للصحيفة .

## أنواع
للعمود الصحفي عدة أنواع:
- المهتم بالشؤون العامة، فيتعرض لمختلف القضايا، ولكن من الزاوية التي تهم القراء وتمس مشاعرهم .
- المهتم بالنقد الاجتماعي اللاذع والقائم على السخرية المضحكة المبكية .
- القائم على ذكر أسئلة أو خطابات تصل إلى الكاتب من القراء، ثم يتولى هو الرد أو التعليق عليها أو الاكتفاء بنشرها.
- القائم على الحوار الذي يخلقه الكاتب سواءً على لسانه أو لسان غيره، وهو قد يأخذ شكل الحوار مع نفسه أو يأخذ شكل الحوار مع غيره .
- القائم على وصف الطرائف والمفارقات بهدف تسلية القارئ .

## مميزات
للعمود الصحفي مميزات تميزه عن غيره من أنواع المقالات الأخرى:-
- يتميز بأنه يُطرح في مساحة محددة وتحت عنوان ثابت ويُنشر في موعد منتظم.
- يتميز بوجود توقيع لصاحب المقال أسفل عموده، يتمثل باسمه أو بريده أو لقب خاص به .
- يتميز بأن يصور شخصية كاتبه وأحاسيسه بدون تكلف .
- يتميّز بسهولة التعبير وخفة الظل، ويقوم على الصيغ الاستفهامية والتعجبية .
- يجب أن يهتم كاتب العمود الصحفي بنبض الشارع وهمومه .

## أسس الكتابة
يقوم بناء العمود الصحفي على ثلاثة أركان وهي :
- المقدمة: وتعتبر كاستهلال وتمهيد للموضوع المعني بالطرح .
- صلب العمود: ويركز به الكاتب على الموضوع مستعيناً بأدلة وشواهد وبراهين تعزز فكرته .
- الخاتمة :ويجب أن يستخلص بها الكاتب فكرته بنصيحة أو رؤية أو إرشاد .

ويجب أن يجمع هذه الأركان تسلسل موضوعي يرتقي من المقدمة وصولاً بذروة الموضوع وختاماً برؤية الكاتب، وقد تكون الخاتمة كنصيحة وقد تكون كتعجب يفتح آفاقاً للقارئ لإيجاد حلول مستقبلية .